# Brian Deneke
Brian Theodore Deneke (9 de março de 1978 - 12 de dezembro de 1997) foi um jovem punk de 19 anos, que ganhou notoriedade por ser assassinado, em 12 de dezembro de 1997, em um acidente de trânsito seguido de evasão do motorista, na cidade de Amarillo, estado do Texas. Na época, o motorista e assassino Dustin Camp tinha apenas 17 anos.
No dia seguinte ao acidente, Dustin Camp foi acusado de homicídio voluntário e sentenciado a dez anos de prisão, pena que ele, supostamente, teria que cumprir até 2007. Porém, em 2001, Dustin obteve liberdade condicional, e foi liberado no dia 31 de julho de 2006.
O resultado do homicídio contra o assassino Dustin Camp escandalizou a comunidade punk e trouxe à tona a questão da tolerância social na cidade do Texas.

## Brian Deneke
Brian Deneke nasceu na cidade de Wichita, estado do Kansas, e era o mais novo de dois filhos. Seus pais chamavam Michael Maxwell "Mike" Deneke, e a mãe Elizabeth Louise "Betty" Bieker. Seu pai era nativo de Gaylor, e era filho de Loren Loren Deneke e Darlene Lehmann. Betty Deneke era nativa de Concordia, e filha de Omer e Marie Bieker. Mike Deneke e Betty Bieker se casaram em 1975, na cidade de Wichita, e tiveram dois filhos: Jason Michael e Brian Theodore. A família, então, se mudou de Wichita para o sudoeste do estado, na cidade de Amarillo, no verão de 1981.
Durante o período escolar, Brian Deneke dançava Kwahadi e era, também, membro da Boy Scouts of America. Em Amarillo, Brian estudou na Belmar Elementary, Paramount Terrace Elementary, Crockett Middle School, e Amarillo High School. Ele saiu do ensino médio durante o primeiro ano, e por não ter concluído o ensino médio e nem obtido o diploma, conseguiu seu GED apenas aos 17 anos de idade. Brian Deneke foi, também, um dos artistas para o projeto Dynamite Museum, do artista Stanley Marsh 3, que consiste em placas de trânsito artesanais, feitas à mão, espalhadas por todas as ruas da cidade de Amarillo. Essas placas de trânsito, geralmente, trazem desenhos em posição de deboche. Brian Deneke foi, também, vocalista do The White Slave Traders, uma banda de punk rock, e pretendia se tornar um músico famoso.
Brian Deneke é lembrado por seus amigos como sendo uma pessoa carismática e visto, também, como líder dos círculos punk local, ajudando a organizar diversos eventos musicais. Apelidado de "Sunshine" (Luz do Sol), Brian Deneke usava corte de cabelo moicano, jaqueta preta de couro, colar de couro cravejado, e tatuagens rústicas feitas em casa. Brian Deneke era, também, um skatista entusiasmado e amante da cultura punk.
Como vários outros punks da cidade de Amarillo, Brian Deneke sofria preconceito e bullying, e um de seus apelidos ofensivos era "Punch" e "Fist Magnet". Os pais de Brian Ddeneke eram contra o estilo de vida do filho e o alertava desses preconceitos por parte das pessoas de Amarillo.

## Assassinato
O International House of Pancakes, famosa rede estadunidense de restaurantes também conhecida por "IHOP", do outro lado da rua onde ficava o Shopping de Amarillo, era um local badalado e bastante frequentados pelos jovens da cidade. No dia 6 de dezembro de 1997, sábado, ocorreu no "IHOP" um confronto entre Dustin Camp, um jovem estudante e estrela no time de futebol americano do Colégio de Amarillo, e John King, um dos membros da comunidade punk da cidade. Kendra Petitt, uma das testemunhas da briga, afirma que Dustin Camp entrou em seu carro, um Cadillac, e tentou atropelar os punks no estacionamento e, numa dessas tentativas de atropelamento, o punk John King pegou um bastão de polícia e quebrou o vidro do carro de Dustin Camp. No entanto, Camp e seus amigos negam que isso tenha acontecido. Até a semana seguinte, tensão e ressentimento permaneceram entre os punks de Amarillo e a gangue de Dustin Camp.
Na sexta-feita, 12 de dezembro de 1997, após uma noite de bebedeira pesada, Dustin Camp e seus amigos voltaram para o Shopping da cidade, por volta das 23 horas, já antecipando uma briga com os membros da comunidade punk da cidade. Em poucos minutos, do lado de fora do restaurante "IHOP", já nascia uma briga violenta entre os punks e a gangue de atletas de Dustin Camp. Durante a briga, Dustin Camp entrou em seu Cadillac. A princípio, ele iria embora, dirigindo seu Cadillac para longe dali, porém, ele avistou o punk Brian Deneke e acelerou seu Cadillac até Brian, atropelando-o. Mais tarde, o advogado de Dustin Camp disse que ele voltou para defender um atleta amigo dele, porém, essa afirmação foi desmentida pelos amigos de Brian Deneke e também pelos passageiros, e testemunhas, que estavam no carro com Dustin Camp no momento do assassinato.

## Após o assassinato de Brian Deneke
O velório de Brian Deneke foi feito na Igreja Católica de Sta. Maria, uma igreja da cidade de Amarillo, no dia 16 de dezembro de 1997.
A morte de Brian Deneke chocou Amarillo e horrorizou toda a comunidade punk da cidade. Os punks em Amarillo disseram que eles, frequentemente, eram alvos de abusos e preconceitos por parte da gangue de esportistas por causa de suas diferenças, mesmo antes do incidente. Após o julgamento, houve um sentimento geral de que o assassino Dustin Camp escapou impune, pelo fato de ele ser visto como um "bom garoto" - ao contrário, dos punks. A sentença branda do assassino Dustin Camp provocou uma comoção pública em Amarillo, incitando um debate de como a cidade era um local tolerante e incapaz de aplicar uma punição rígida. O pai de Brian Deneke, no entanto, não ficou nem um pouco surpreso com o veredicto brando e fraco: "Sinceramente", disse o pai de Brian Deneke, "nós nos preparamos para tudo aquilo. Se você prestar atenção nas coisas que acontece no sistema criminal de justiça, essas penas brandas não são nem um pouco incomuns."

## Tributos a Brian Deneke

### Shows
Vários concertos em memória de Brian Deneke foram feitos desde seu assassinato. Em 2000, o Festival Unity Through Diversity foi montado em Amarillo, trazendo várias bandas de punk rock como The Undead e Mike Watt. No décimo aniversário de morte de Brian Deneke, no dia 8 de dezembro de 2007, 25 concertos foram organizados por todo os Estados Unidos e Canadá, numa tentativa da comunidade punk demonstrar a insignificância de sua morte que ainda continua forte - esses shows ocorreram, principalmente, em Nova York, Chicago, Seattle e 5 concertos por todo o estado do Texas, incluindo um evento de dois dias em Amarillo.
Metade do dinheiro conseguido com esses eventos foram para o National Organization for Parents of Murdered Children (Organização Nacional para Pais de Crianças Assassinadas), e a outra metade para outras causas de preconceito. Os concertos em memória de Brian Deneke dizia: "Brian tinha apenas 19 anos de idade quando ele sucumbiu a uma morte violenta, por causa de preconceito e ignorância. O evento memorial doará todo o lucro para caridades que lutam contra o crime de ódio. A existência de Brian Deneke continuará para inspirar muitas outras pessoas."

### Músicas
A morte de Brian Deneke foi tema de algumas músicas, incluindo:
1. "Fortunes of War" do Dropkick Murphys
2. "Brian Deneke" do Last Rate Service
3. "Brian's Song" do Fifteen
4. "Sunshine Fist Magnet" do Against All Authority
5. "Brian's Song" do The Code
6. "Tears On A Pillow (in Amarillo)" do The Undead
7. "Goodnight Amarillo" do Malcolm Bauld
8. "A Punk Killed" do Total Chaos
9. "Murdered" do Total Chaos
10. "American Justice Is All a Lie" do Career Soldiers
11. "Sunshine" do The Swellers
12. "Brian Deneke" da Frente Niilista
13. Deneke também é lembrado na música "Hail" do Hamell on Trial.[14]
14. "Brian Deneke" de Ethan Daniel Davidson
15. "Brian Deneke" de Christopher Owens.

## Filmografia
- MTV: Criminal: Punks vs. Preps (CBS News Productions, 2000)
- City Confidential - Amarillo, TX: High School Hit & Run (Episódio número: 128;    Temporada número: 11;    Exibido: Sábado, 9 de julho de 2005
- Bomb City (3rd Identity Films, 2018)